# La nuova armata Brancaleone
La nuova armata Brancaleone è un cortometraggio-burla del 2010 realizzato a sorpresa dagli studenti dell'Istituto di Stato per la Cinematografia e la Televisione "Roberto Rossellini", con la partecipazione puramente nominale di Mario Monicelli, Mimmo Calopresti e Renzo Rossellini.

## Trama
Un uomo si avvicina con una macchina dal garage di una casa, esce dall'auto e si ferma davanti all'abitazione. Come se fosse uno sciocco tenta di aprire il garage, ma non ci riesce perché non ha le chiavi. Ciò provoca qualche risata del pubblico, visto l'atteggiamento impacciato e confuso dell'uomo. Improvvisamente lo schermo ha dei disturbi tecnici e l'intera scena scompare nel buio più assoluto, finché non compaiono i cartelli di protesta contro i tagli alla cultura.

## Produzione
Divulgata dal sito del Cine-Tv Roberto Rossellini, la presunta trama è di seguito riportata:
Il nuovo film di Monicelli è "uno spaccato dell'Italia di oggi con le sue speranze, le sue illusioni, i suoi vizi e le sue virtù e con un'ipotesi su un futuro prossimo venturo. Tutto visto con l'occhio acuto e sardonico di un maestro del cinema che l'Italia la conosce e capisce bene, e non solo da oggi."
In realtà il corto è solo un abbozzo. Parte con i classici titoli di testa, poi la scena iniziale, poi una simulazione visiva e sonora che dà l'impressione di un filmato che si ferma, si blocca a causa di un problema tecnico. Schermo bianco per 5 secondi e poi il nero. In seguito i titoli programmatici che rendono espliciti gli intenti del corto e dell'anteprima organizzata al Cine-Tv Rossellini.

## Accoglienza
Il film è una forma anomala di protesta, una "zingarata" (così chiamata dagli organizzatori) creata nell'intento di portare giornalisti dalle più varie emittenti nella sede centrale del Rossellini. Le stesse frasi di protesta (almeno le principali) sono state lasciate allo schermo, nero, vuoto. La prima frase che appare non è stata riportata da nessuna testata giornalistica (escluso però il TgLa7, che non è un quotidiano): "Questo è il film che non vedrete a causa degli attuali tagli alla cultura".
Poi la parte riportata dai giornali: "Succederà che questo schermo rimarrà nero, senza immagini, senza parole. Succederà che i lavoratori di domani di cinema e televisione non avranno un futuro. Perché si sta tagliando il loro presente, si stanno negando i loro diritti di studenti."
Di seguito ancora una parte non riportata dai giornali: "Perché altre vengono considerate, nell'Italia di oggi, le priorità".
Ritornando sulla parte riportata nei quotidiani: "Succederà che l'unica scuola di cinema e televisione pubblica in Italia perderà materie fondamentali. E succederà anche che non sarà l'unica. Ragionieri, geometri, agrari, educatori, ricercatori tutti nella stessa barca, anzi, tutti parte di una nuova armata Brancaleone".
Durante l'incontro con gli studenti, Monicelli dichiarò: "Spingere con la forza e non tacere. Dovete usare la vostra forza per sovvertire, protestare. Fatelo voi che siete giovani. Io non ho più l'età". Subito dopo queste parole, tutto il pubblico presente in sala gli tributò un'ovazione.
E poi: "l'Italia è conosciuta all'estero solo per la sua cultura. Non siamo un Paese che ha avuto grandi generali, grandi personaggi storici, ma solo una forte collocazione culturale. Ed è proprio questa, l'unica cosa che ci viene da tutti riconosciuta all'estero, che si vuole oggi combattere. Il cinema vuol dire tutto. Per il resto c'è la cultura dell'arraffare, di arricchirsi".
In seguito arrivarono le polemiche. Prima da parte del capogruppo del Pdl alla camera, Fabrizio Cicchitto, che ammonì così le frasi di Monicelli: "Il fatto che abbia realizzato dei bei film non è una buona ragione per far passare senza replica l'irresponsabile auspicio per l'uso della forza da parte dei giovani. Evidentemente ha rimosso quanto accaduto in Italia negli anni '70-'80".
In seguito anche il Ministro dei beni e delle attività culturali, Sandro Bondi, espresse la sua opinione riguardo alle parole del grande regista nostrano: "Intellettuali come Monicelli non si rendono conto della gravità e delle conseguenze delle loro parole. Non dovremmo sottovalutare il monito di Giampaolo Pansa quando avverte il montare nuovamente di un clima di odio che in Italia ha già prodotto una lunga stagione di violenza politica".